# Toulicia patentinervis
Toulicia patentinervis är en kinesträdsväxtart som beskrevs av Ludwig Radlkofer. Toulicia patentinervis ingår i släktet Toulicia och familjen kinesträdsväxter. Inga underarter finns listade i Catalogue of Life.